# Melchiorre Cafà

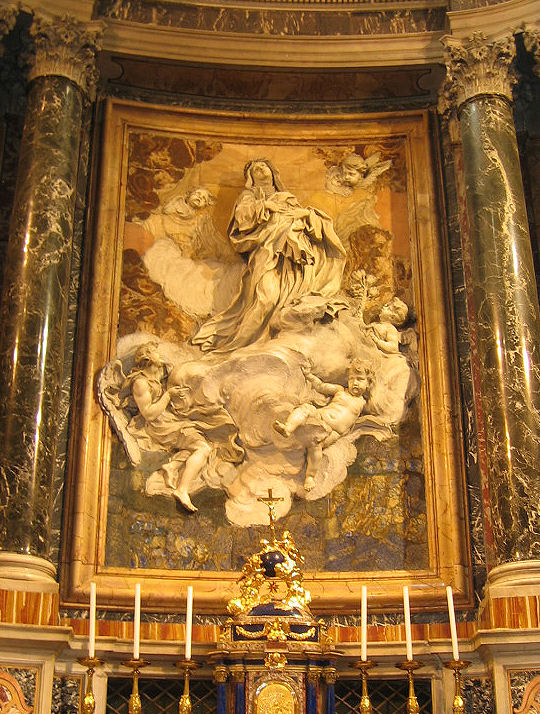
Melchiorre Cafà, Glorie der Hl. Katharina von Siena, 1667 bereits vollendet. Rom, Santa Caterina a Magnanapoli.

Melchiorre Cafà (in Malta auch Gafa oder Gafà; * 1636 in Birgu; † 4. September 1667 in Rom) war ein berühmter maltesischer Bildhauer des Barocks und Bruder des Architekten Lorenzo Gafà.
Cafà stand am Beginn einer großen Karriere, als er im Alter von 31 Jahren durch einen Arbeitsunfall starb, während er an der Altar-Dekoration für St. John’s Co-Cathedral in Valletta arbeitete.

## Werke (Auswahl)
- Holzstatue des Hl. Paulus in St. Paul Shipwrecked in Valletta (ca. 1659)
- Holzstatue der Hl. Jungfrau mit dem Rosenkranz in der Dominikaner-Kirche in Rabat, Malta (1660–61)
- Skulptur des Hl. Paulus in der Paulusgrotte in Rabat (1667, vollendet von Ercole Ferrata)

In der Eremitage in St. Petersburg befinden sich folgende Statuen:
- Hl. Andreas, 1660er Jahre, Terrakotta, 38,5 cm[1]
- Der Löwe, 1660er Jahre, Terrakotta, 24 cm[2]
- Hl. Andreas von Avellino, Terrakotta, 42 cm[3]